# Mother Damnable
Mary Ann Conklin, más conocida como Mother Damnable y Madame Damnable (1821-1873) fue una madam estadounidense que regentó el primer burdel de Seattle, la Felker House, un importante medio para canalizar el dinero de los marineros y madereros de los negocios locales. El nombre por el que es conocida no se deriva de la naturaleza de su negocio, si no de su legendario lenguaje grosero, aprendido en el mar y de sus clientes. Se decía que juraba expertamente en chino, inglés, francés, alemán, portugués, y español.

## Biografía
Nacida Ann Boyer en 1821 en Pensilvania, conoció y pudo haberse casado con el capitán de un barco ballenero, David W. "Bull" Conklin, en 1851. En 1853, el capitán la abandonó en Port Townsend, Washington, y navegó hacia Alaska. Ella se trasladó a Seattle, que por entonces era uno de los varios asentamientos pequeños que competían por el negocio maderero y pesquero en el estrecho de Puget.
Allí, comenzó a administrar la Felker House para el capitán Leonard Felker. En este edificio de dos pisos, en un terreno comprado a su antiguo aliado Doc Maynard, dirigía un hotel eficiente con camas limpias, buena comida, y un burdel en el piso de arriba. Alquilaba habitaciones no usadas durante el día, incluyendo las habitaciones del Tribunal Territorial.
En el momento de la Batalla de Seattle, el 26 de enero de 1856, los marineros de la balandra de guerra U.S.S. Decatur querían mejorar los defensas de Seattle construyendo una carretera que pasaba junto al hotel y de paso amenazaba los arbustos altos que ante la entrada aseguraban discreción a los clientes. Según las memorias del navegante de la balandra (más tarde contralmirante) Thomas Stowell Phelps: 

"...en el momento en que nuestros hombres aparecían en escena, con tres perros pisándole los talones y un delantal lleno de piedras, esta arpía salía corriendo de la casa, y la forma en que volaban las piedras, los juramentos y las maldiciones era algo aterrador de contemplar, y, cargando como una furia, con los perros salvajes para afilar los dientes en los huesos de los detestados invasores, la división invariablemente cedía ante la tormenta, huyendo, oficiales y todo, como si el viejo Satanás mismo los persiguiera."

 Después de su muerte en 1873, fue inicialmente enterrada en el cementerio de Seattle y trasladada en 1884, cuando el sitio se convirtió en el Denny Park. Su lápida, en el cementerio de Lake View en el capitolio de Seattle, fecha incorrectamente su muerte como ocurrida en 1887, tres años después del traslado y reenterramiento.